# Steve Shutt
Vous lisez un « bon article » labellisé en 2012.
Temple de la renommée : 1993
Stephen John Shutt (né le 1er juillet 1952 à Willowdale dans la municipalité de North York, province de l'Ontario au Canada) est un joueur professionnel canadien de hockey sur glace membre du Temple de la renommée du hockey depuis 1993.
Il est repêché en 1972 par les Canadiens de Montréal de la Ligue nationale de hockey.
Il joue un total de douze saisons avec cette franchise et remporte alors cinq Coupes Stanley, le plus prestigieux des trophées du monde du hockey. Il fait ainsi partie de la dynastie des Canadiens qui gagne quatre coupes consécutives dans les années 1970. En 1976-1977, Shutt est une des figures dominantes de l’équipe des Canadiens qui ne perd que huit parties durant la saison. Jouant aux côtés de Jacques Lemaire et Guy Lafleur, le meilleur trio de la Ligue à l’époque, Shutt marque soixante buts, un record pour un ailier gauche.

## Biographie

### Ses débuts en Ontario
Shutt naît le 1er juillet 1952, dans un quartier de North York, Willowdale ; il grandit alors en étant fan des Maple Leafs, équipe de la Ligue nationale de hockey. Après avoir appris à jouer au hockey dans l'organisation des Marlboros de Toronto, il doit faire ses débuts dans les rangs junior en 1968-1969, mais les instances du hockey changent l'âge minimum pour jouer dans cette catégorie et il est alors censé jouer encore une saison dans les rangs midget, ; après un bras de fer avec la direction, il obtient finalement l'autorisation de jouer la saison 1968-1969 avec les Rangers de North York dans le circuit junior B. Lors de cette première saison, il inscrit dix buts en dix-sept rencontres dont cinq lors d'un même match et est appelé pour jouer dans l'Association de hockey de l'Ontario pour les Maple Leafs pour les séries éliminatoires ; en cinq rencontres, il inscrit un but et réalise trois passes décisives.
Dès la saison suivante, il passe l'intégralité des matchs dans l'AHO avec les Marlboros, comptant vingt-cinq points en une cinquantaine de rencontres jouées dans la ligue junior ; au cours des séries éliminatoires, les joueurs de Toronto passent tous les tours mais perdent en finale de la Coupe J.-Ross-Robertson contre le Canadien junior de Montréal. Shutt joue dix-huit rencontres d'après saison et compte alors dix-neuf points. À la fin de la saison 1970-1971, Shutt finit avec cent-vingt-sept points, le deuxième total de son équipe derrière les cent-quarante-et-un points de Dave Gardner. Avec soixante-dix buts inscrits, il est le meilleur de son équipe mais également le deuxième meilleur de l'AHO derrière Rick Martin de Montréal. Alors que son équipe perd une nouvelle fois en finale de la Coupe J.-Ross-Robertson, il est élu dans la seconde équipe d'étoiles de l'AHO.
Lors de la saison suivante, il est le meilleur buteur de l'AHO avec soixante-trois réalisations et est troisième pointeur de son équipe après Gardner et Billy Harris qui comptent tous les deux cent-vingt-neuf points, le plus haut total de l'AHO ; Shutt est quant à lui cinquième pointeur du circuit. Malgré tous ces succès les Marlboros ne parviennent toujours pas à remporter la Coupe J.-Ross-Robertson et encore moins la Coupe Memorial de la Ligue canadienne de hockey. Au cours de cette dernière saison dans l'AHO, Shutt est sélectionné dans la première équipe d'étoiles de l'AHO en compagnie de Bill Harry.

### Les Canadiens de Montréal (1972-1984)
Shutt se présente au repêchage amateur de 1972 de la Ligue nationale de hockey et est un des 152 joueurs choisis lors de la séance ; Harris, le capitaine des Marlboros, est le premier choix du repêchage et il rejoint les Islanders de New York alors que Shutt rejoint les Canadiens de Montréal en tant que quatrième joueur sélectionné.

#### Les premières années (1972-1975)
Après avoir été sélectionné par les Canadiens, Shutt ne pense pas de suite faire partie de l'effectif de la franchise de la LNH qui possède un groupe complet et qui a remporté la Coupe Stanley deux saisons plus tôt. Ainsi, il fait ses débuts dans la Ligue américaine de hockey en jouant pour les Voyageurs de la Nouvelle-Écosse, franchise affiliée aux Canadiens ; cependant après six matchs et cinq points dans la LAH, Scotty Bowman, l'entraîneur des Canadiens, décide de l'intégrer à son effectif et de le faire jouer de temps en temps sur la même ligne que Frank Mahovlich et Guy Lafleur. Au cours des cinquante parties auxquelles participe Shutt, il inscrit huit buts.
L'équipe termine à la première place de la LNH en comptant cent vingt points, treize de plus que la deuxième équipe de la ligue, les Bruins de Boston. Les Canadiens jouent les séries éliminatoires et se qualifient pour la finale en éliminant les Sabres de Buffalo en six rencontres puis les Flyers de Philadelphie en cinq rencontres. Ils jouent la finale de la Coupe Stanley contre les Black Hawks de Chicago ; Shutt ne participe qu'à une seule rencontre des séries mais fait tout de même partie officiellement de l'effectif sacré champion après une victoire 4-2 et la dix-huitième Coupe Stanley de l'histoire du club.
La saison suivante, les Canadiens finissent à la deuxième place de la division Est derrière les Bruins de Boston alors que dans l'autre division, les Flyers de Philadelphie et les Black Hawks de Chicago terminent également avec un meilleur bilan que Montréal. Le champion en titre tombe dès le premier tour contre les Rangers de New York en six matchs. Shutt joue un peu plus avec soixante-dix matchs au cours de la saison et il compte trente-cinq points ; il joue les six rencontres des séries pour huit points.
En 1974-1975, la LNH accueille deux nouvelles équipes dans ses rangs : les Scouts de Kansas City et les Capitals de Washington ; les deux divisions traditionnelles sont alors remplacées par deux associations composées chacune de deux divisions. Les Canadiens finissent en tête de leur nouvelle division, la division Norris, ainsi qu'à la première place de l'association Prince de Galles. Shutt inscrit soixante-cinq points au cours de la saison et atteint pour la première fois le cap des 30 buts. En tant que premiers de la division, les joueurs de Montréal sont directement qualifiés pour les quarts de finale contre les Canucks de Vancouver, premiers de la division Smythe et Montréal s'impose en cinq rencontres. Lors des demi-finales de la Coupe Stanley, les Canadiens perdent les deux premières rencontres contre les Sabres de Buffalo avant de remporter les deux suivantes 7-0 et 8-2. Finalement, ce sont les Sabres qui se qualifient pour la finale en gagnant les deux dernières rencontres à chaque fois avec seulement un seul but d'écart. Shutt prend part à neuf des onze matchs de son équipe marquant sept points dont un but.

#### La dynastie des Canadiens (1975-1979)

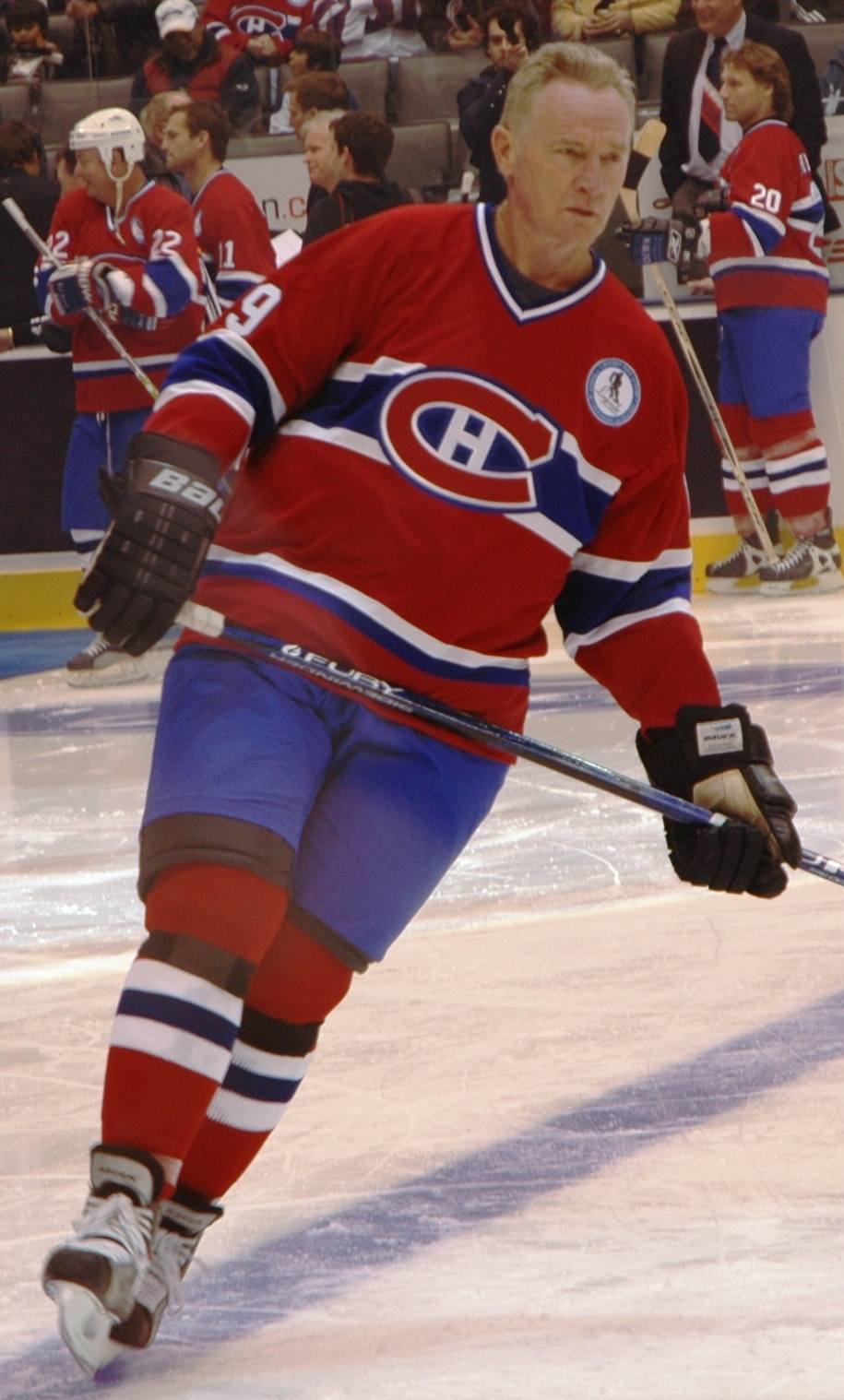
Larry Robinson (ici en 2008) joue aux côtés de Shutt entre 1972 et 1984.

Yvan Cournoyer est le nouveau capitaine des Canadiens pour la saison 1975-1976 alors que l'équipe termine à la toute première place du classement à l'issue de la saison régulière. Au cours des quatre-vingts matchs, l'équipe n'encaisse que cent soixante-quatorze buts grâce aux performances de la défense et de son gardien de but, Ken Dryden, qui termine avec une moyenne de 2,03 buts accordés par match et huit blanchissages en soixante-deux rencontres disputées. En attaque, l'équipe est menée par Guy Lafleur qui termine meilleur pointeur de la saison mais également par Mahovlich, deuxième avec cent-cinq points, et Shutt troisième avec soixante-dix-neuf réalisations. Shutt est un des six joueurs de l'équipe des Canadiens a participer au 29e Match des étoiles de la LNH ; les autres joueurs sélectionnés sont Dryden dans les buts, Larry Robinson et Guy Lapointe en défense et également Lafleur et Mahovlich. Montréal joue une nouvelle fois directement le deuxième tour des séries et y élimine les joueurs de Chicago en quatre matchs sans partage et en ne concédant que trois buts. Il faut ensuite cinq matchs aux joueurs dirigés par Bowman pour venir à bout des Islanders de New York et accéder à la finale de la Coupe Stanley. Les Flyers de Philadelphie sont doubles champions en titre et jouent à cette époque un jeu très physique qui leur vaut le surnom de Broad Street Bullies. La finale de la Coupe oppose donc la meilleure défense à la meilleure attaque de la saison régulière. Montréal remporte les quatre rencontres de la finale sur le score de 4-3, 2-1, 3-2 et 5-3 pour gagner sa dix-neuvième Coupe Stanley, la deuxième pour Shutt qui, avec 15 points en 13 matchs, termine deuxième pointeur des Canadiens lors des séries derrière Guy Lafleur.
En septembre 1976, Shutt participe avec l'équipe du Canada à la première édition d'une nouvelle compétition internationale, la Coupe Canada. Douglas Fisher membre de Hockey Canada et Alan Eagleson de l'Association des joueurs de la Ligue nationale de hockey réussissent à organiser une nouvelle compétition entre des équipes d'Europe et celles d'Amérique du Nord, les pays participants étant invités. Les nations jouant le tournoi sont les États-Unis, la Finlande, la Suède, la Tchécoslovaquie, l'URSS et le Canada. Chaque équipe joue tour à tour contre chaque autre nation et les deux meilleures équipes jouent ensuite une série finale au meilleur des trois matchs pour déterminer le vainqueur. En cinq rencontres, le Canada ne s'incline qu'une seule fois, une défaite 1-0 contre la Tchécoslovaquie : Vladimír Dzurilla arrête tous les tirs canadiens et Milan Nový inscrit le seul but du match. Les Tchécoslovaques se qualifient ainsi pour la finale alors que les Canadiens doivent attendre le dernier match contre les Soviétiques pour avoir leur place en finale. Le premier match de la finale se joue le 13 septembre sur la patinoire de Toronto et le Canada s'impose sur le score de 6-0. Dans les buts de la Tchécoslovaquie, Dzurilla est remplacé en cours de match par Jiří Holeček qui est également titularisé pour la deuxième rencontre. L'équipe du Canada remporte le deuxième match après deux périodes de prolongation grâce à un but de Darryl Sittler. Shutt joue six des sept matchs de son pays et compte trois points.

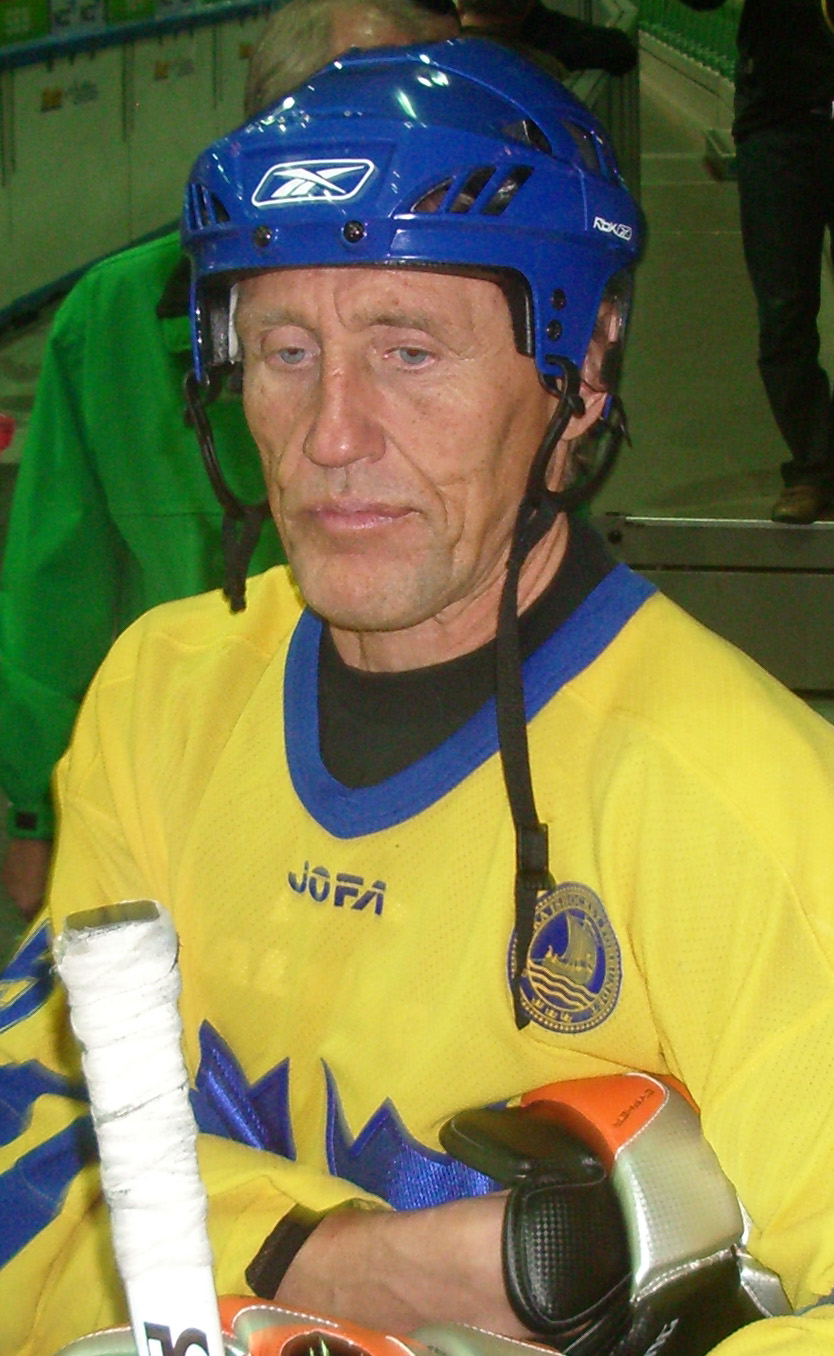
Börje Salming (ici avec l'équipe de Suède) est sélectionné dans la première équipe d'Étoiles de la LNH en compagnie de Shutt en 1976-1977.

À la fin des rencontres de la saison régulière suivante, les Canadiens sont une nouvelle fois en tête de la LNH avec vingt points de plus que les Flyers de Philadelphie, deuxièmes au classement général. Montréal ne concède que cent-soixante-et-onze buts et huit défaites, dont une seule à domicile. Shutt est le meilleur buteur de la LNH avec soixante réalisations ; il est le premier joueur de l'histoire des Canadiens à atteindre ce plateau mais également le premier ailier gauche de toute la LNH à le faire,. Lafleur est quant à lui le meilleur pointeur de la saison régulière devant Marcel Dionne et Shutt. Au premier tour des séries 1977, les Canadiens écartent les Blues de Saint-Louis en quatre matchs avant d'éliminer une nouvelle fois les Islanders en demi-finale, cette fois en six rencontres. La finale de la LNH qui les oppose aux Bruins de Boston voit s'affronter deux équipes qui ont eu l'habitude de se rencontrer régulièrement depuis la période des six équipes originales. Tous les matchs tournent à l'avantage des Canadiens qui l'emportent 7-3, 3-0, 4-2 et 2-1 pour une deuxième Coupe Stanley en deux saisons, leur vingtième au total. En quatorze rencontres, Shutt marque huit buts et fait dix passes pour un total de dix-huit points ; il est le troisième pointeur de l'équipe derrière les vingt-six points de Lafleur et les dix-neuf points de Jacques Lemaire.
Shutt est mis en avant à la fin de la saison : il est nommé dans la première équipe d'étoiles de la LNH aux côtés de Ken Dryden dans les buts, Robinson de Montréal et Börje Salming des Maple Leafs en défense et de Marcel Dionne des Kings de Los Angeles et de Lafleur des Canadiens en attaque.
En 1977-1978, les Canadiens dominent une nouvelle fois la ligue en terminant à la première place du classement avec cent vingt-neuf points. Lafleur est toujours le meilleur pointeur de la ligue avec cent trente-deux points et la défense de Montréal est la seule de la LNH à concéder moins de deux cents buts. Shutt qui amasse quatre-vingt-six points joue un nouveau Match des étoiles. Les doubles champions en titre sont opposés en quart de finale aux Red Wings de Détroit qui ne remportent que le deuxième match de la série avant d'être éliminés. Toronto perd ensuite également pied face à la puissance des Canadiens qui gagnent leur billet en finale en quatre rencontres malgré la présence dans les rangs des Maple Leafs de Lanny McDonald, de Darryl Sittler ou encore du Suédois Börje Salming en défense. Les Bruins sont une nouvelle fois finalistes de la Coupe Stanley en 1978 et parviennent à remporter les troisième et quatrième matchs pour empêcher les Canadiens de s'octroyer trop facilement une nouvelle Coupe Stanley. Ces derniers gagnent tout de même le vingt-et-unième trophée de champions de leur histoire en remportant les deux rencontres suivantes. Shutt, qui est désigné membre de la seconde équipe type de la saison, totalise dix-sept points lors des séries alors que Robinson et Lafleur en comptent tous les deux vingt-et-un.
Au cours de la saison 1978-1979, la suprématie des Canadiens de Montréal est mise à rude épreuve par les Islanders de New York qui terminent avec un point de plus que l'équipe du Québec. Bryan Trottier, vedette des Islanders, participe à la victoire des siens en étant le meilleur pointeur de la ligue avec cent-trente-quatre points devant Dionne, cent-trente points, et Lafleur, cent-vingt-neuf. Avec soixante-dix-sept points, Shutt est le vingt-quatrième pointeur de la ligue mais le deuxième des Canadiens et il participe en cours de saison à la Challenge Cup qui remplace le Match des étoiles. Ce challenge est en fait une confrontation entre une sélection des meilleurs joueurs de la LNH et l'équipe d'URSS. Les trois matchs sont joués en février 1979 dans le Madison Square Garden de New York et Shutt, qui ne joue que les deux premières rencontres, réalise une passe décisive pour un but de Lafleur lors du premier match ; les Canadiens ne remportent que la première confrontation 4-2 avant de perdre les deux autres rencontres 5-4 et 6-0.
Au cours des séries éliminatoires de 1979, Montréal, comme à son habitude, vient à bout des Maple Leafs en quatre rencontres avant de retrouver les Bruins de Boston en demi-finale de la Coupe. Les Canadiens remportent les deux premiers matchs 4-2 et 5-2, mais Boston prend sa revanche en remportant les deux suivants 2-1 et 4-3. Le cinquième match est une victoire de Montréal 4-1, mais les Bruins reviennent à trois matchs partout en gagnant le sixième match 5-2. Un septième et dernier match se joue alors sur la glace de Montréal le 10 mai ; à quelques minutes de la fin du match, les Bruins mènent 4-3, mais Lafleur égalise pour les champions en titre et force la prolongation. La délivrance pour les joueurs locaux vient au bout de neuf minutes par un but d'Yvon Lambert. Les Rangers de New York parviennent quant à eux de se défaire des Islanders dans l'autre demi-finale et surprennent même Montréal lors du premier match de la finale de la Coupe Stanley. Cette défaite, 4-1, est la seule que concèdent les Canadiens qui remportent une quatrième Coupe consécutive. Pour sa part, Shutt ne joue que onze des seize matchs de son équipe au cours desquels il inscrit quatre buts et sept aides pour terminer sixième pointeur avec onze points.

#### La suite avec les Canadiens (1979-1984)

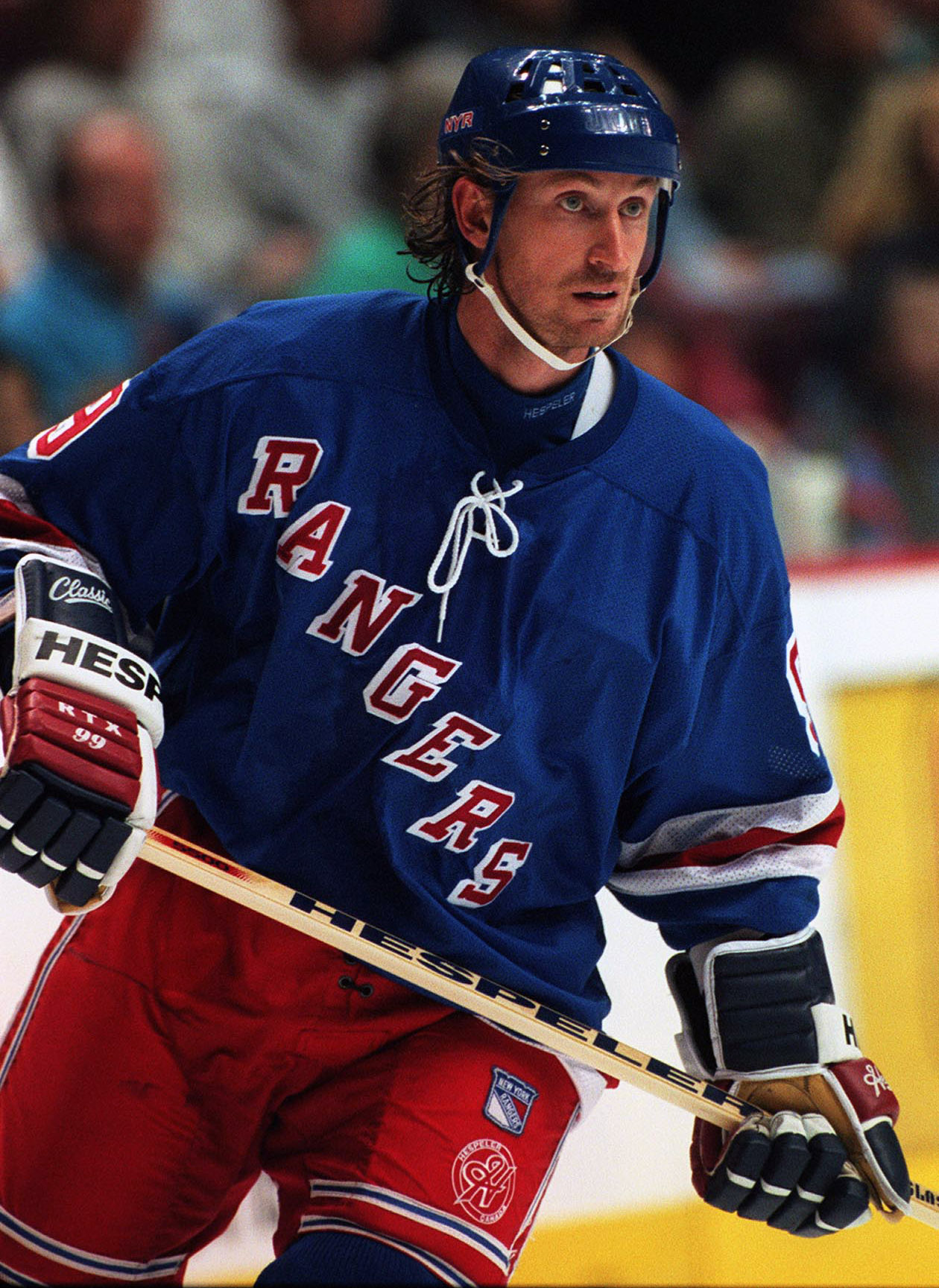
Wayne Gretzky (ici avec les Rangers de New York) fait ses débuts dans la LNH en 1979-1980.

Après ce nouveau succès, l'équipe de Montréal change profondément avec le départ de nombreux cadres : Yvan Cournoyer, Ken Dryden et Jacques Lemaire prennent tous les trois leur retraite alors que Bowman quitte l'équipe pour aller entraîner Buffalo. Bernard Geoffrion lui succède alors que Serge Savard devient le nouveau capitaine de l'équipe. La LNH enregistre l'arrivée de quatre nouvelles franchises issues de l'Association mondiale de hockey qui vient de cesser ses activités ; les Canadiens, premiers de leur division, terminent seulement troisièmes de la LNH derrière les Sabres et les Flyers, champions de la saison régulière qui voit maintenant s'affronter vingt-et-une équipes. Marcel Dionne des Kings est sacré meilleur pointeur mais il gagne son titre en comptant deux buts de plus que le jeune joueur des Oilers Wayne Gretzky ; les deux joueurs comptent cent-trente-sept points. Shutt, qui joue en cours de saison le 32e Match des étoiles, est le troisième pointeur des Canadiens avec quatre-vingt-neuf réalisations derrière Lafleur et Pierre Larouche.
En raison de l'augmentation du nombre d'équipes, le premier tour des séries concerne l'intégralité des seize équipes qualifiées et les Canadiens jouent contre Hartford, quatorzième équipe qualifiée. Les Whalers sont balayés en trois rencontres 6-1, 8-4 et 4-3, cette dernière étant une victoire en prolongation. Montréal joue son quart de finale contre les North Stars du Minnesota et ces derniers surprennent la LNH en battant à deux reprises les Canadiens sur leur patinoire du Forum de Montréal. Les Canadiens prennent leur revanche en allant chercher deux victoires à l'extérieur 5-0 et 5-1 avant de continuer sur leur lancée 6-2 de retour à Montréal. Malgré ces trois bonnes rencontres, les deux derniers matchs de la série tournent à l'avantage des North Stars qui se qualifient en gagnant 5-2 puis 3-2. Shutt, qui joue les dix matchs en séries, est le deuxième buteur et le troisième pointeur de son équipe et, malgré cette élimination précoce, il est à nouveau récompensé en étant sélectionné dans la seconde équipe d'étoiles de la LNH.
Bien que la saison 1980-1981 commence mal pour les Canadiens qui sont derniers de leur division après un mois, ils terminent à nouveau en tête de celle-ci et troisième de la LNH à l'issue de la saison régulière ; avec soixante-treize points, Shutt est le meilleur pointeur de l'équipe, bien loin du nouveau record de la LNH de cent soixante-quatre points marqués par Gretzky. Ce sont d'ailleurs les Oilers d'Edmonton de ce même Gretzky qui éliminent les Canadiens dès le premier tour en trois rencontres. Shutt, qui participe au 33e Match des étoiles au cours de la saison, inscrit trois points lors de ces trois matchs.
Claude Ruel fait les frais de l'élimination des Canadiens et est remplacé derrière le banc par Bob Berry alors que la LNH se réorganise d'un point de vue géographique : les Canadiens rejoignent la division Adams avec les Bruins, les Nordiques, les Sabres et les Whalers. Avec un total de deux cent douze points, Wayne Gretzky est encore une fois le meilleur pointeur de la saison et devient le premier joueur de la LNH à dépasser la barre des deux cents points alors que Shutt, qui ne dispute que 57 matchs, marque moins de 70 points pour la première saison depuis la saison 1974-1975.
Les Canadiens remportent pour la huitième saison consécutive le titre de champion de leur division et finissent troisièmes de la LNH, deux points derrière les Oilers et neuf derrière les Islanders, champions en titre de la Coupe Stanley. Ils rencontrent au premier tour des séries les Nordiques de Québec, quatrièmes de la division Adams ; Shutt, qui ne dispute aucun match des séries, voit son équipe, pourtant favorite de la confrontation, perdre au bout des cinq rencontres de la série, grâce à un but de Dale Hunter qui donne la victoire aux siens 3-2 sur la glace de Montréal.

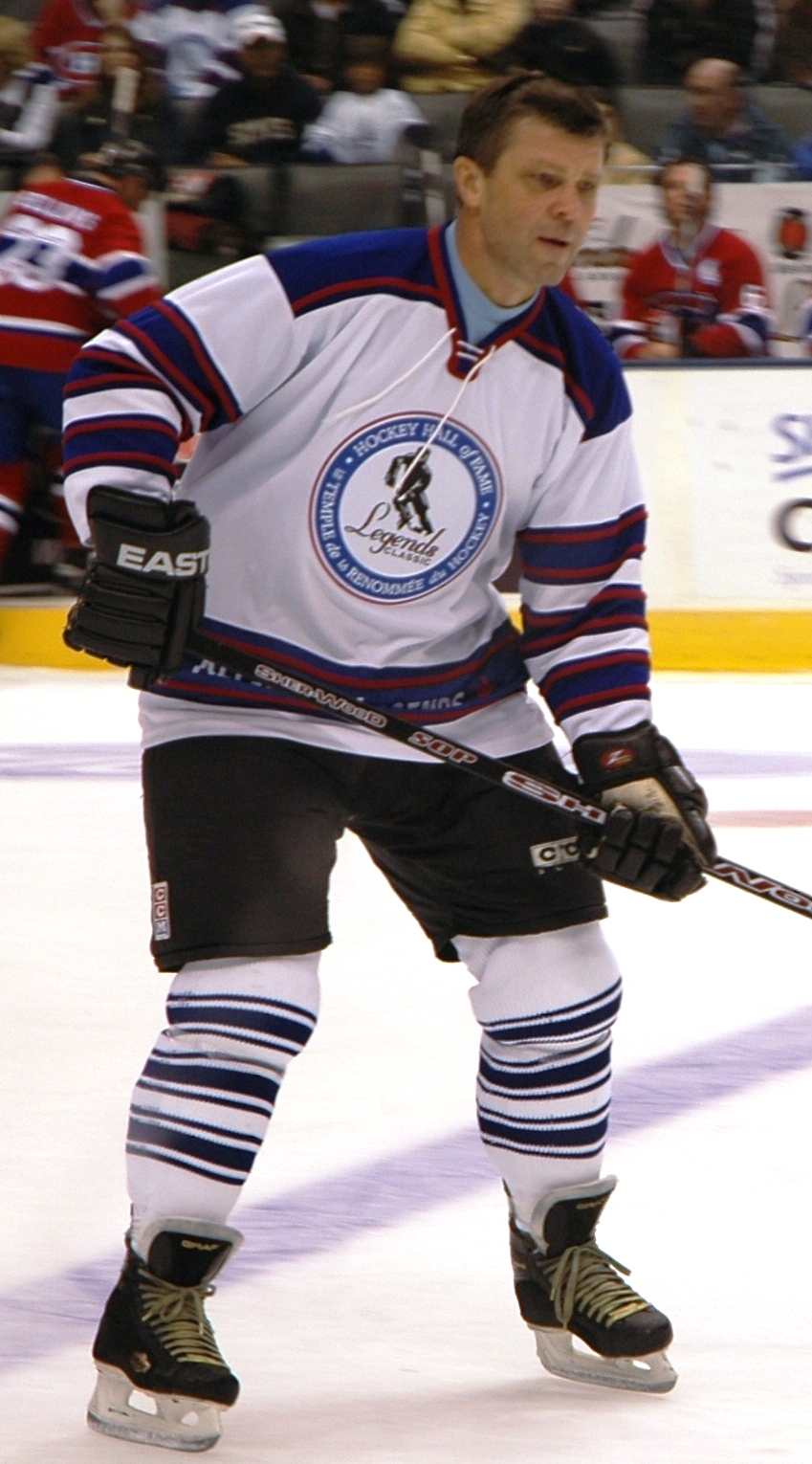
Peter Šťastný (ici en 2008) débute dans la LNH avec les Nordiques de Québec en 1980-1981.

Au cours des matchs de la saison 1982-1983 et bien que jouant la quasi-intégralité des matchs de son équipe, Shutt ne compte que cinquante-sept points. Pour la première fois depuis 1973-1974, les joueurs de Montréal ne finissent pas en tête de leur division et sont devancés par les Bruins de Boston de douze points avant d'être éliminés une nouvelle fois en première ronde en perdant 3-0 contre les Sabres de Buffalo en concédant deux blanchissages pour seulement deux buts inscrits.
Ronald Corey, président des Canadiens, procède à une vague de licenciements au sein de l'encadrement avant le début de la saison suivante pour essayer de redresser la barre ; malgré ce changement de direction, l'équipe de Montréal connaît une saison difficile et l'équipe se classe à la quatrième place de la division Adams pour une des pires fiches de la franchise depuis les années 1950. Shutt, qui manque une partie des matchs de son équipe en raison d'une blessure à un pouce, inscrit moins de vingt buts au cours de la saison régulière pour la première fois de sa carrière dans la LNH et il est relégué à la onzième place des pointeurs de l'équipe. Les Canadiens jouent le premier tour des séries contre les Bruins de Boston, deuxième meilleure équipe de la saison régulière qu'ils éliminent à la surprise générale en trois rencontres, 2-1, 3-1 et 5-0. L'équipe québécoise rencontre en finale de division l'autre équipe de la province, les Nordiques de Québec. Chaque équipe remporte deux matchs avant que Penney ne blanchisse les Nordiques 4-0 lors de la cinquième confrontation de la série. La sixième rencontre qui se joue le 20 avril 1984 est souvent surnommée « La bataille du Vendredi Saint » en raison de la brutalité du match. Alors que les Nordiques mènent la partie 1-0, les esprits s'échauffent quand Dale Hunter bouscule Penney. Chris Nilan des Canadiens s'en prend ensuite à Randy Moller des Nordiques, puis Mario Tremblay s'attaque à Peter Šťastný avant que Louis Sleigher prenne la défense des Nordiques en attaquant Jean Hamel et enfin qu'une mêlée générale éclate. 198 minutes de pénalités sont finalement distribuées aux deux équipes et cinq joueurs sont exclus du match alors que les Canadiens remportent le match et la série grâce, en partie, à deux buts de Shutt. Les Canadiens sont ensuite éliminés en finale d'association en six rencontres par les Islanders. Shutt, qui a connu la moins bonne saison de sa carrière se rattrape en séries et termine meilleur buteur de son équipe avec sept réalisations en onze matchs.

### Fin de carrière de joueur (1984-1985)
Le 18 novembre 1984, après seulement dix rencontres dans la saison 1984-1985 des Canadiens, il rejoint les Kings de Los Angeles en retour d'un choix de dixième ronde au repêchage d'entrée de 1985 ; il joue une soixantaine de rencontres avec les Kings et compte quarante-et-un points, alors que Marcel Dionne, le meilleur pointeur de l'équipe en compte cent-vingt-six. Qualifiés pour les séries éliminatoires en tant que quatrième équipe de la division Smythe, les Kings perdent en première ronde contre les Oilers d'Edmonton. À la fin de la saison, les Kings ne souhaitent pas conserver le vétéran dans leurs rangs et il retourne officiellement avec les Canadiens de Montréal et prend sa retraite en tant que membre de l'équipe avec laquelle il a évolué douze saisons.
Après sa carrière il devient commentateur à la télévision pour les matchs de hockey. En 1993, il est honoré en étant admis au Temple de la renommée du hockey et lors de la saison qui suit, il retourne avec les Canadiens pour devenir le nouvel entraîneur-adjoint de Jacques Demers. Il occupe ce poste jusqu'à la fin de la saison 1996-1997 avec le départ de Mario Tremblay.

## Statistiques

### Statistiques en club
| Saison     | Équipe                          | Ligue      |     | Saison régulière | Saison régulière | Saison régulière | Saison régulière | Saison régulière |    | Séries éliminatoires | Séries éliminatoires | Séries éliminatoires | Séries éliminatoires | Séries éliminatoires |
| Saison     | Équipe                          | Ligue      | PJ  | B                | A                | Pts              | Pun              | PJ               | B  | A                    | Pts                  | Pun                  |                      |                      |
| 1968-1969  | Rangers de North York           | Ont. Jr. B | 17  | 10               | 17               | 27               | --               |                  |    |                      |                      |                      |                      |                      |
| 1968-1969  | Marlboros de Toronto            | AHO        |     |                  |                  |                  |                  | 5                | 1  | 3                    | 4                    | 2                    |                      |                      |
| 1969-1970  | Marlboros de Toronto            | AHO        | 49  | 11               | 14               | 25               | 93               | 18               | 10 | 9                    | 19                   | 13                   |                      |                      |
| 1970-1971  | Marlboros de Toronto            | AHO        | 62  | 70               | 53               | 123              | 85               | 13               | 11 | 11                   | 22                   | 20                   |                      |                      |
| 1971-1972  | Marlboros de Toronto            | AHO        | 58  | 63               | 49               | 112              | 60               | 10               | 8  | 6                    | 14                   | 12                   |                      |                      |
| 1972-1973  | Voyageurs de la Nouvelle-Écosse | LAH        | 6   | 4                | 1                | 5                | 2                | --               | -- | --                   | --                   | --                   |                      |                      |
| 1972-1973  | Canadiens de Montréal           | LNH        | 50  | 8                | 8                | 16               | 24               | 1                | 0  | 0                    | 0                    | 0                    |                      |                      |
| 1973-1974  | Canadiens de Montréal           | LNH        | 70  | 15               | 20               | 35               | 17               | 6                | 5  | 3                    | 8                    | 9                    |                      |                      |
| 1974-1975  | Canadiens de Montréal           | LNH        | 77  | 30               | 35               | 65               | 40               | 9                | 1  | 6                    | 7                    | 4                    |                      |                      |
| 1975-1976  | Canadiens de Montréal           | LNH        | 80  | 45               | 34               | 79               | 47               | 13               | 7  | 8                    | 15                   | 2                    |                      |                      |
| 1976-1977  | Canadiens de Montréal           | LNH        | 80  | 60               | 45               | 105              | 28               | 14               | 8  | 10                   | 18                   | 2                    |                      |                      |
| 1977-1978  | Canadiens de Montréal           | LNH        | 80  | 49               | 37               | 86               | 24               | 15               | 9  | 8                    | 17                   | 20                   |                      |                      |
| 1978-1979  | Canadiens de Montréal           | LNH        | 72  | 37               | 40               | 77               | 31               | 11               | 4  | 7                    | 11                   | 6                    |                      |                      |
| 1979-1980  | Canadiens de Montréal           | LNH        | 77  | 47               | 42               | 89               | 34               | 10               | 6  | 3                    | 9                    | 6                    |                      |                      |
| 1980-1981  | Canadiens de Montréal           | LNH        | 77  | 35               | 38               | 73               | 51               | 3                | 2  | 1                    | 3                    | 4                    |                      |                      |
| 1981-1982  | Canadiens de Montréal           | LNH        | 57  | 31               | 24               | 55               | 40               | --               | -- | --                   | --                   | --                   |                      |                      |
| 1982-1983  | Canadiens de Montréal           | LNH        | 78  | 35               | 22               | 57               | 26               | 3                | 1  | 0                    | 1                    | 0                    |                      |                      |
| 1983-1984  | Canadiens de Montréal           | LNH        | 63  | 14               | 23               | 37               | 29               | 11               | 7  | 2                    | 9                    | 8                    |                      |                      |
| 1984-1985  | Canadiens de Montréal           | LNH        | 10  | 2                | 0                | 2                | 9                | --               | -- | --                   | --                   | --                   |                      |                      |
| 1984-1985  | Kings de Los Angeles            | LNH        | 59  | 16               | 25               | 41               | 10               | 3                | 0  | 0                    | 0                    | 4                    |                      |                      |
| Totaux LNH | Totaux LNH                      | Totaux LNH | 930 | 424              | 393              | 817              | 410              | 99               | 50 | 48                   | 98                   | 65                   |                      |                      |

### Statistiques en équipe nationale
| Année | Équipe              | Compétition   |   | PJ | B | A | Pts | Pun                                                             |  | Résultat |
| 1976  | Canada              | Coupe Canada  | 6 | 1  | 2 | 3 | 8   | Victoire en finale deux matchs à zéro contre la Tchécoslovaquie |  |          |
| 1979  | Sélection de la LNH | Challenge Cup | 2 | 0  | 1 | 1 | 0   | -                                                               |  |          |

## Trophées et honneurs personnels
- 1970-1971 : sélectionné dans la deuxième équipe d'étoiles de l'AHO
- 1971-1972 : sélectionné dans la première équipe d'étoiles de l'AHO
- 1972-1973 : remporte Coupe Stanley avec les Canadiens de Montréal de la LNH
- 1975-1976 :
  - sélectionné pour jouer le 29e Match des étoiles de la LNH
  - champion de la Coupe Stanley avec les Canadiens de Montréal de la LNH
- 1976-1977 :
  - première équipe d'étoiles de la LNH
  - champion de la Coupe Stanley avec les Canadiens de Montréal de la LNH
- 1977-1978 :
  - sélectionné pour jouer le 31e Match des étoiles de la LNH
  - deuxième équipe d'étoiles de la LNH
  - champion de la Coupe Stanley avec les Canadiens de Montréal de la LNH
- 1978-1979 : champion de la Coupe Stanley avec les Canadiens de Montréal de la LNH
- 1979-1980 :
  - sélectionné pour jouer le 32e Match des étoiles de la LNH
  - deuxième équipe d'étoiles de la LNH
- 1980-1981 : sélectionné pour jouer le 33e Match des étoiles de la LNH